# Ернест Кінг
Ернест Джозеф Кінг (англ. Ernest Joseph King; 23 листопада 1878, Лорейн, Огайо — 25 червня 1956, Кіттері, Мен) — американський військово-морський діяч, адмірал флоту Військово-морських сил США, учасник Першої та Другої світових воєн.
За років Другої світової керував військово-морськими силами Сполучених Штатів, був головнокомандувачем Флоту США, а також керівником військово-морських операцій. На цієї посаді адмірал Кінг відповідав за планування та проведення військових операцій на морі. Входив до складу Об'єднаного комітету начальників штабів.
Кінг став другим після Вільяма Даніеля Легі серед високопосадовців ВМС США, що був удостоєний найвищого військово-морського звання адмірал флоту.

## Біографія
Освіту здобув у Військово-морській академії в Аннаполісі (1901) і Військово-морському коледжі (1933). Служив у ВМС Сполучених Штатів з 1901 по 1945 рік.
Під час Першої світової війни служив у штабі командувача Атлантичним флотом США віце-адмірала Р. Майо. У 1919—1921 роках очолював військово-морську школу підвищення кваліфікації. У 1922 році пройшов підготовку на підводних човнах і пізніше призначений командиром дивізії підводних човнів. У 1930 році пройшов льотну підготовку і в 1932—1933 роках командував авіаносцем «Лексинґтон».
З 1933 року начальник Бюро аеронавтики, перед війною займав пост начальника бази ВПС (у його розпорядженні було майже 1 тис. літаків), за його ініціативою була почата підготовка льотчиків до нічних боїв. З січня 1941 зайняв пост командувача Атлантичним флотом США.
Після атаки японського флоту на Перл-Гарбор і вступу США в Другу світову війну Кінг був призначений головнокомандувачем ВМС США. 26 березня 1942 перейняв на себе обов'язки начальника військово-морських операцій, керував розробкою більшості стратегічних планів морських операцій під час Другої світової війни. Заслужив на репутацію високопрофесійного і стратегічно мислячого воєначальника. За посадою входив в Об'єднаний комітет начальників штабів і Об'єднаний Комітет начальників штабів союзників.
Відстоював ідею, що ВМС США можуть виграти війну на Тихому океані (цей театр воєнних дій він вважав основним), якщо їм буде надана значна частина ресурсів країни, у збиток підготовці операцій в Європі. Ця позиція Кінга постійно призводила його до його конфлікту з представниками командування Великої Британії, що відстоювали пріоритет Європейського театру воєнних дій. Надавав всебічну підтримку генералові Дугласу МакАртуру і адміралові Честеру Німіцу, постійно вибиваючи з командування додаткові підкріплення для військ, що билися на Тихому океані. За ініціативою адмірала Кінга (і під його командуванням) було створено командування протичовнових сил — т. з. 10-й флот.
15 грудня 1945 вийшов у відставку. Помер від інфаркту міокарда.